# Вбивство Улофа Пальме

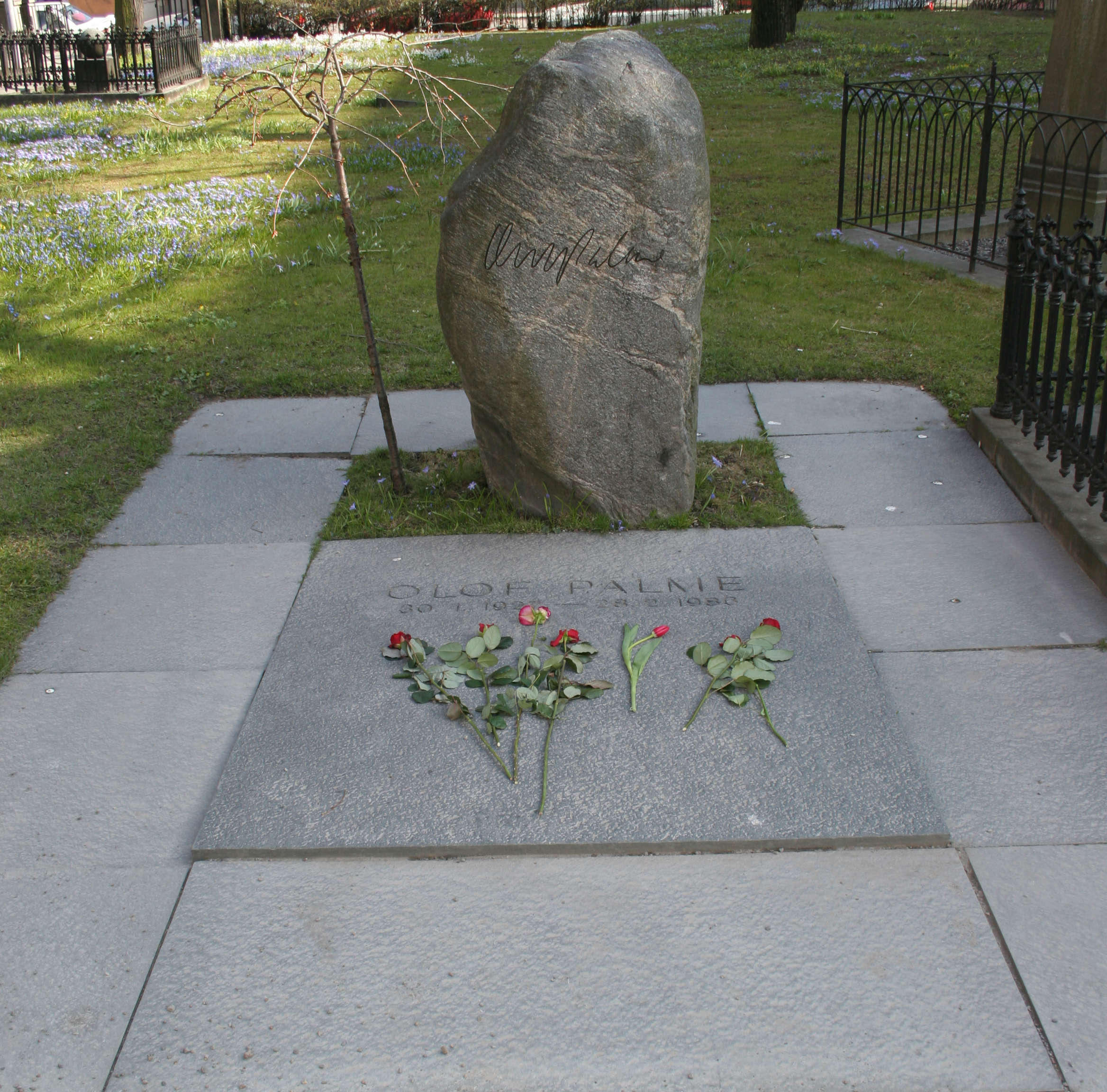
Пам'ятник Улофу Пальме на кладовищі Адольфа Фредріка в Стокгольмі

Убивство Улофа Пальме (швед. Palmemordet) — вбивство прем'єр-міністра Швеції Улофа Пальме, вчинене 28 лютого 1986 року на центральній вулиці Стокгольма Свеавеген. Того дня Улоф з дружиною Лісбет Пальме поверталися пізно ввечері з кінотеатру «Гранд», розташованого на вулиці Свеавеген, 45 (швед. Sveavägen).
З ними не було охоронців, адже Улоф любив ходити по місту без них. Коли подружжя підійшло до перехрестя з вулицею Туннельгатан, до них наблизився чоловік, що двічі вистрілив з револьверу марки «Сміт-Вессон».
10 червня 2020 року прокуратура Швеції заявила про розкриття злочину: остаточно встановлено, що Пальме вбив дизайнер Стіґ Енґстрем (швед. Stig Engström). Прокурор Крістер Петерссон зазначив, що не може пред'явити йому звинувачення, оскільки винний наклав на себе руки 26 липня 2000 року, і справу закрили. Слідство так і не знайшло знаряддя вбивства. Кулі, виявлені на місці події, не змогли зв'язати з конкретним пістолетом.

## Розслідування

### Звинувачення Крістера Петтерссона
У грудні 1988 року по звинуваченню у вбивстві Улофа Пальме був заарештований Крістер Петтерссон — неврівноважена людина без певних занять, помічена у вживанні наркотиків. Він був пов'язаний з кримінальним злочинцем Ларсом Тінгстрьомом (швед. Lars Tingström) на прізвисько Підривник, з яким подружився в тюрмі. Було відомо, що між ними існувала домовленість про те, що якщо Підривник знову опиниться у в'язниці (що і сталося), то Петтерссон помститься за нього так, що це увійде в історію. При цьому обидва ненавиділи Улофа Пальме.
Лісбет Пальме впізнала Петтерссона. Суд визнав його винним у вбивстві і засудив до довічного ув'язнення. Однак касаційний суд 1989 року скасував вирок за недостатністю доказів: відсутнє знаряддя злочину, а позиція звинувачення будувалася головним чином на свідченнях про знаходження Петтерссона в районі, де сталося вбивство, в момент його вчинення. Проте, в інтерв'ю одній з газет Петтерссон потім зізнався у вбивстві У. Пальме.
Підривник помер у в'язниці і перед смертю розповів адвокатові Пелле Свенссону історію свого злочинного життя, взявши з нього слово зберігати її в таємниці протягом десяти років. За словами Підривника, Петтерссон мав пістолет, аналогічний тому, з якого був убитий прем'єр-міністр, а після смерті Улофа Пальме на черговій зустрічі з Свенссоном Тінгстрьом сказав: «Не той порядок. Першим мав бути король, за ним — Пальме». Пелле Свенссон повідомив про це генеральному прокурору Швеції.
В 1998 році Генеральний прокурор Швеції Клас Бергенстранд зробив спробу повторно порушити справу проти Крістера Петтерссона за звинуваченням у вбивстві Улофа Пальме.

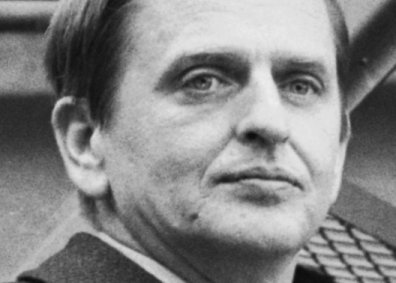
Улоф Пальме в 1970-ті роки

Однак Верховний суд відмовив йому, бо:
1. обвинуваченням були відомі свідчення головного свідка ще по процесу 1988 року;
2. показання власника грального клубу Сігг Седергрен, у якого Петтерссон взяв пістолет, не можуть бути прийняті до розгляду, оскільки до суду за шведським законом можуть бути прийняті тільки свідчення, дані не пізніше року після вчинення злочину;
3. «Заповіт» Ларса Тінгстрьома представляється вельми слабким з доказової точки зору, до того ж використання його суперечить Європейській конвенції з прав людини, а Тінгстрьом не може бути допитаний через власну смерть.

З вересня 2004 року Петтерссон знаходився в комі у зв'язку з травмою голови та помер 29 вересня.

### Інші дані
У листопаді 2006 року шведський тижневик «Expressen» повідомив, що до редакції надійшов анонімний телефонний дзвінок і невідомий заявив, що Сміт-Вессон, з якого був застрелений Улоф Пальме, знаходиться в озері в центральній частині Швеції. Редакція за допомогою водолазів знайшла його в зазначеному місці і передала керівнику слідчої групи у справі про вбивство Пальме.
У 2007 році газета «Aftonbladet» опублікувала сенсаційні витяги з листування Петтерссона з його коханкою. В одному з листів Петтерссон зізнається, що він скоїв злочин, «щоб допомогти своєму другові помститися». Через реформи, проведені урядом У. Пальме, у того виникли «серйозні проблеми з податками».
19 лютого 2020 року Головний прокурор Швеції Крістер Петерсон заявив, що має потрібні дані, що дозволяють відповісти на всі питання щодо вбивства Улофа Пальме. Він планував висунути звинувачення протягом першого півріччя 2020 року.

## Інші версії
Існує багато версій смерті прем'єра (операція спецслужб; змову правих екстремістів; версія, що Улофа Пальме застрелили помилково, переплутавши з великим наркоторговцем Сіггом Седергреном та інші).
Наприклад, журналіст Андерс Леопольд, який працював в газеті «Expressen» і неодноразово зустрічався з У. Пальме, пропонує слідчим розглядати логічним напрямок «Іран — контрас — ЦРУ», припускаючи під цим активні зусилля покійного прем'єр-міністра щодо припинення ірано-іракської війни.
Після арешту лідера Курдської робітничої партії (КРП) Абдулли Оджалана активно обговорювався «курдський слід» в цій справі. Турецькі ЗМІ повідомляли, що на допитах Оджалан стверджував, що його однодумці причетні до замаху на Папу Римського Іванна Павла II у Ватикані у 1981 році, а також до вбивства шведського прем'єр-міністра.
Ще одна версія, оприлюднена в січні 2011 року німецьким журналом «Фокус», стверджує, що до вбивства Улофа Пальме причетні югославські спецслужби.
10 червня 2020 року шведські прокурори провели прес-конференцію, де повідомили про те, що підозрюють, що убивцею був Стиг Енгстрем. Зважаючи на те, що Енгстрем покінчив життя самогубством у 2000 році, влада також оголосила, що слідство про смерть Пальме має бути закрите.